# Shāhābād (ort i Iran)
Shāhābād (persiska: شاه آباد) är en ort i Iran.   Den ligger i provinsen Khuzestan, i den centrala delen av landet, 400 km sydväst om huvudstaden Teheran. Shāhābād ligger 396 meter över havet och antalet invånare är 685.
Terrängen runt Shāhābād är varierad.Runt Shāhābād är det ganska glesbefolkat, med 48 invånare per kvadratkilometer. Närmaste större samhälle är Dasht-e Lati, 14,7 km väster om Shāhābād. Omgivningarna runt Shāhābād är i huvudsak ett öppet busklandskap.